# Sebes (Brassó megye)
Sebes (románul: Sebeș) Herszény községhez tartozó falu Romániában, Brassó megyében,

## Fekvése
Fogarastól és Herszénytől délkeletre, a Sebes-patak jobb partján fekvő település.

## Története
Nevét 1589-ben Sebes (Ve: Doc. III. 162), majd később 1628-ban, 1630-ban ugyancsak Sebes, a 18. században Schebesch (Scheiner 137), 1808-ban Sebes, 1861-ben Sebess, 1888-ban és 1913-ban is Sebes néven említették.
A trianoni békeszerződés előtt Fogaras vármegyéhez tartozott. Ma Herszény (Hârseni) község faluja.

## Források

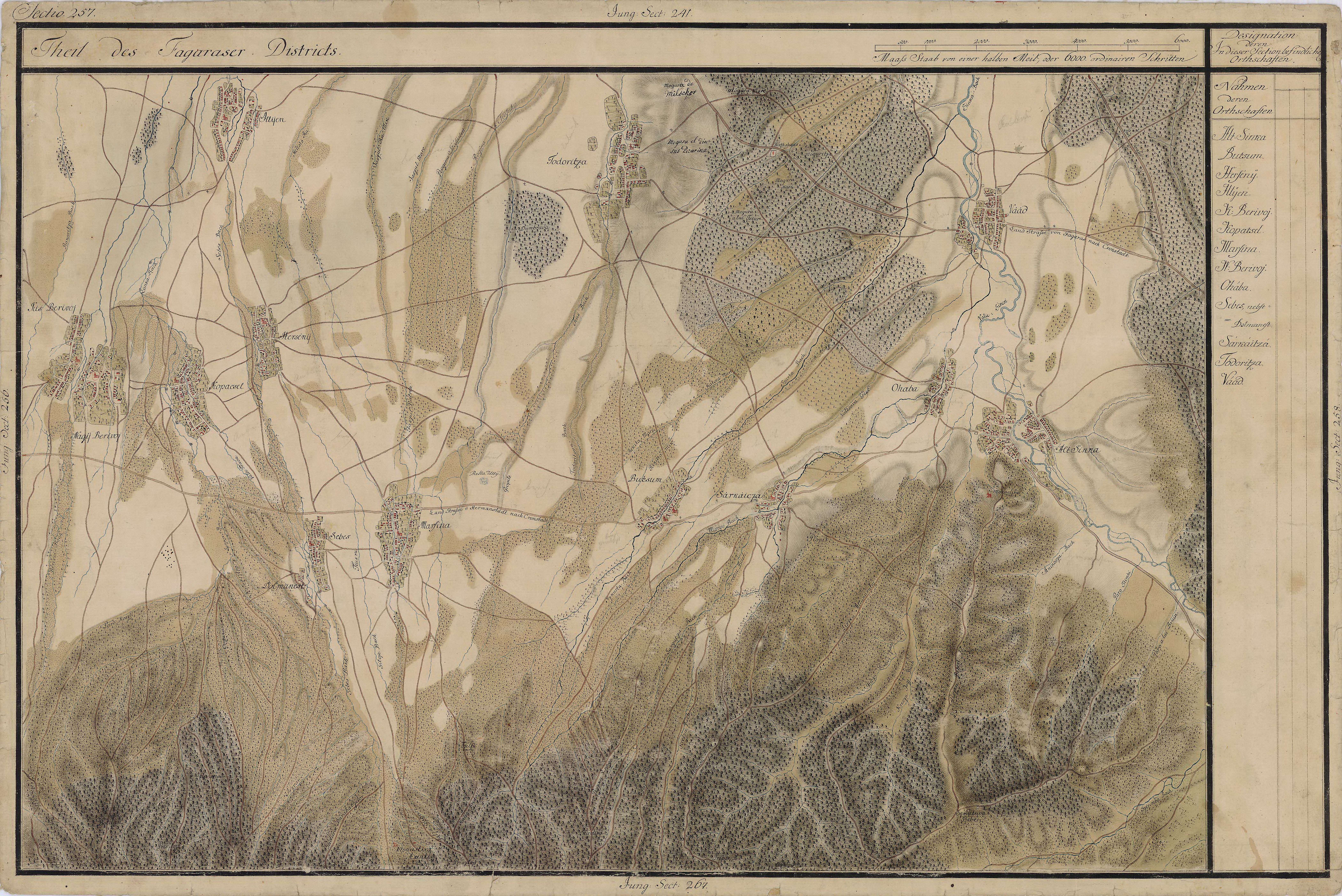
Sebes egy régi térképen